# Saint-Aubin-de-Lanquais
 Saint-Aubin-de-Lanquais  (en occitano Sench Albin de Lencais) es una población y comuna francesa, situada en la región de Aquitania, departamento de Dordoña, en el distrito de Bergerac y cantón de Issigeac.

## Demografía
| 294 | 270 | 247 | 220 | 232 | 256 |
| Para los censos de 1962 a 1999 la población legal corresponde a la población sin duplicidades (Fuente: INSEE [Consultar]) |     |     |     |     |     |